# 懷斯豪斯 (喬治亞州)
懷特豪斯（英語：Whitehouse）是位於美國喬治亞州亨利縣的一個非建制地區。該地的面積和人口皆未知。

## 地理
懷特豪斯的座標為33°32′35″N 84°08′15″W / 33.54306°N 84.13750°W，而該地的平均海拔高度為244米（即801英尺）。